# Колінеарність
Два вектори називаються колінеа́рними, якщо вони лежать на паралельних прямих або на одній прямій. Колінеарні вектори можуть бути співнаправленими чи протилежно направленими («антипаралельними»).

## Позначення
- Колінеарні вектори: {\displaystyle {\vec {a}}||{\vec {b}}}
- Співнаправлені вектори: {\displaystyle {\vec {a}}\uparrow \uparrow {\vec {b}}}
- Протилежно направлені вектори: {\displaystyle {\vec {a}}\uparrow \downarrow {\vec {b}}}

## Властивості
Якщо {\displaystyle {\vec {a}},{\vec {b}},{\vec {c}}} — вектори простору {\displaystyle \mathbb {R} ^{n}}. Тоді справджується:
- Колінеарність — відношення еквівалентності.
- Нульовий вектор колінеарний довільному вектору: {\displaystyle {\vec {a}}||{\vec {0}}.}
- Скалярний добуток колінеарних векторів {\displaystyle {\vec {a}}\cdot {\vec {b}}=\pm ab} дорівнює добутку довжин векторів (взятих зі знаком «—», якщо вектори антиколінеарні)
- Критерій колінеарності двох векторів: векторний добуток колінеарних векторів {\displaystyle {\vec {a}}\times {\vec {b}}=0}.
- Критерій колінеарності двох векторів: колінеарні вектори є лінійно залежними.
- На площині 2 неколінеарних вектори {\displaystyle {\vec {a}},{\vec {b}}} утворюють базис. Це означає, що довільний вектор {\displaystyle {\vec {c}}} можна представити у вигляді: {\displaystyle {\vec {c}}=x_{1}{\vec {a}}+x_{2}{\vec {b}}}. Тоді {\displaystyle \;\{x_{1},x_{2}\}} будуть координатами {\displaystyle {\vec {c}}} в даному базисі.